# Angry Birds Star Wars II
Angry Birds Star Wars II è stato un videogioco multipiattaforma della Rovio Mobile, pubblicato il 18 settembre 2013 (nonostante l'uscita fosse prevista per il giorno dopo). Il gioco, annunciato il 15 luglio dello stesso anno, è il sequel di Angry Birds Star Wars ed è basato sulla nuova trilogia. Tra le novità vi sono alcuni personaggi inediti (come Yoda o Darth Maul) o quelli della serie Star Wars Rebels (introdotti con un successivo aggiornamento) o la possibilità di "teletrasportare" il pupazzo di uno dei personaggi all'interno della console.

## Modalità di gioco
Come per gli altri giochi della serie Angry Birds, è possibile guadagnare fino a tre stelle per ogni livello. All'inizio di ogni capitolo, ad esclusione del Capitolo Ricompensa e di Comanda il tuo destino!, il giocatore è obbligato a scegliere il Lato pennuto - Bird side (si gioca con gli uccelli per sconfiggere i maiali) o il Lato porcino - Pork side (con i maiali per sconfiggere gli uccelli) o in alternativa pagare con i crediti per sbloccare l'altro lato anticipatamente; scelto un lato, l'altro lato verrà bloccato fino al completamento di quello scelto per primo. Il gioco presenta oltre 30 personaggi giocabili. Il gioco si differenzia dagli altri Angry Birds in quanto è in grado di sostituire uno specifico uccello/maiale (a seconda con quale lato si sta giocando) al posto dell'uccello/maiale con cui si sta giocando attraverso i Telepods.

## Telepods
Il gioco è compatibile con la tecnologia della Hasbro chiamata Telepods, che permette al giocatore di convocare uno specifico personaggio nel gioco tramite il suo codice QR posizionato sotto la statuetta che raffigura il personaggio; posizionata la statuetta sopra una base in plastica trasparente (che funge da lente di ingrandimento per il codice QR), esso viene letto attraverso la fotocamera frontale del dispositivo. Uno specifico personaggio/statuetta può essere utilizzato solo una volta per livello e si possono utilizzare più personaggi/statuette diversi per livello. Ogni telepod può essere utilizzato su un massimo di 15 dispositivi diversi e si deve utilizzare la connessione dati internet per verificare la statuetta.
Questa stessa tecnologia è stata usata anche per il gioco Angry Birds Go!.

## Negozio
Il giocatore può attraverso acquisti in app (precedentemente nel Watto's Shop, una zona separata del gioco per acquistare uccelli/maiali, adesso integrato nel menu a scomparsa dei personaggi) o attraverso le ricompense che si raccolgono giocando ai vari livelli (monete/crediti presenti in ogni livello ed aggiunti con l'aggiornamento Galactic Giveaway o prendendo la ricompensa nella carbonite ogni 8 ore, avere l'uso di un certo uccello/maiale durante il gioco.

## Episodi
Ogni episodio ha una serie di livelli sia per il Lato pennuto, che per il Lato porcino. Attraverso vari aggiornamenti vengono pubblicati nuovi episodi e nuovi livelli.
| # | Episodio               | Livelli Lato pennuto | Livelli Lato porcino | Data di pubblicazione                        |
| - | ---------------------- | -------------------- | -------------------- | -------------------------------------------- |
| R | Capitolo Ricompensa    | 29                   | 27                   | 18 settembre 2013                            |
| M | Comanda il tuo destino | 31                   | 31                   | 10 luglio 2014                               |
| 1 | L'invasione di Naboo   | 20 + 4 bonus         | 20 + 4 bonus         | 18 settembre 2013                            |
| 2 | Fuga verso Tatooine    | 20 + 4 bonus         | 20 + 4 bonus         | 18 settembre 2013                            |
| 3 | La battaglia di Naboo  | 20 + 4 bonus         | 20 + 4 bonus         | 4 dicembre 2013                              |
| 4 | L'ascesa dei cloni     | 20 + 2 bonus         | 20 + 2 bonus         | 28 maggio 2014 (iOS) 2 giugno 2014 (Android) |
| 5 | La vendetta del Pork   | 16                   | 16                   | 4 dicembre 2014                              |
| E | Ribelli                | 12                   | 12                   | 2 ottobre 2014                               |

Il Capitolo Ricompensa è un capitolo bonus composto da livelli che si sbloccano accumulando punti con lo specifico personaggio negli altri capitoli.
I vari livelli del capitolo Comanda il tuo destino si sbloccano uno dopo l'altro dopo alcuni giorni dalla data di pubblicazione dei vari livelli.